# Vicente Monfort Minaya
Vicente Monfort Minaya (Valencia, 5 de enero de 1988) es un voleibolista español que juega como colocador en el UPV Léleman Conqueridor Valencia en Superliga 1. Empezó a jugar en el Colegio Público Cervantes de Valencia. También jugó en la Universidad Politécnica de Valencia, Club Voleibol Melilla, Club Mediterráneo de Castellón y Club Voleibol Valencia.

## Biografía

### Inicios
Empezó desde muy joven a despuntar en el equipo de voleibol de su colegio, el Cervantes de Valencia. Fue allí donde perfeccionó su técnica y dio el salto al C.V. Quart de Poblet, donde ese mismo año logró conquistar la 4.ª posición, además de poner el broche de oro logrando ser convocado por la selección valenciana cadete para la disputa del campeonato nacional de los cuales se proclamó vencedor esa misma temporada.

### Universidad Politécnica de Valencia
El inicio en este equipo fue en la Liga FEV, la tercera división del voleibol español. Estando él en el equipo, lograron pelear por los puestos de ascenso que daban derecho a competir en Superliga 2. Hasta que terminada la temporada 2011/2012 ese ascenso se materializó, proclamándose campeones de la categoría.
En la Superliga 2 del 2012-13 el jugador nacido cerca del río Turia, logró ser uno de los jugadores más determinantes de la temporada, llegando a ser hasta 5 veces elegido mejor jugador de la jornada. Su mejor rendimiento fue ligado al éxito que tuvo ese equipo en su primera temporada en la categoría de plata del voleibol español. Consiguieron clasificarse para la Copa Príncipe, en la cual cayeron eliminados en semifinales ante el C.V. Almoradí. Además, consiguieron el ascenso a la Superliga quedando como 4.º clasificado, derecho del cual tuvieron que prescindir por falta de financiación económica, siendo este el último año de competición sénior del club.

### Club Voleibol Valencia
Después de la desaparición del club, firmó por el C.V. Valencia, entidad deportiva que militaba en la recientemente denominada Primera División. Después de un año extraordinario, donde hicieron una liga a un gran nivel, consiguieron clasificarse para la Fase de Ascenso a Superliga.
| Clubes               |
| -------------------- |
| C.V. Valencia        |
| C.V. Melilla         |
| S.A.D. Recuerdo      |
| Elche C. F. Voleibol |

Al terminar la fase disputada en la ciudad de Valencia el 26 y 27 de abril de 2014, el equipo de Vicente Monfort logró clasificarse por méritos deportivos a la división de plata del voleibol nacional, pero por falta de financiación, tuvieron que rechazar la plaza.

### Club Mediterráneo de Castellón
Ese mismo año decide dar un salto deportivo y se embarca en el proyecto del Mediterráneo de Castellón, equipo que llevaba una temporada en Superliga 2 y que buscaba ascender a la primera línea del voleibol del país.
Sin duda fue un año donde lograron realizar una primera vuelta con pocos puntos perdidos, dándoles derecho a jugar la Copa Príncipe, competición que ganaría en la ciudad autónoma de Melilla. Posteriormente también se proclamaría campeón de la Superliga 2 cerrando así el broche a un año de ensueño.

### Club Voleibol Melilla
En el año 2015, después de un verano donde logró junto a su hermano Javier Monfort el I Open Ciutat de València correspondiente al Madison Beach Volley Tour, decide fichar por el C.V. Melilla convirtiéndose así en el primer fichaje del recién ascendido.
El primer año en el club azulón se caracterizó por una primera vuelta, efectuada de tal forma que les dio derecho a competir en la Copa del Rey, competición de la cual fueron eliminados en los cuartos de final ante el Ushuaïa Ibiza Voley.
|  | Cuartos de final | Cuartos de final       | Cuartos de final | Cuartos de final    | Cuartos de final | Cuartos de final | Cuartos de final |    |                  | Semifinales | Semifinales | Semifinales | Semifinales | Semifinales | Semifinales | Semifinales |  |   | Final           | Final | Final | Final | Final | Final | Final |  |
|  |                  |                        |                  |                     |                  |                  |                  |    |                  |             |             |             |             |             |             |             |  |   |                 |       |       |       |       |       |       |  |
|  |                  |                        |                  |                     |                  |                  |                  |    |                  |             |             |             |             |             |             |             |  |   |                 |       |       |       |       |       |       |  |
|  | 1                | Unicaja Almería        |                  |                     |                  |                  |                  |    |                  |             |             |             |             |             |             |             |  |   |                 |       |       |       |       |       |       |  |
|  | 1                | Unicaja Almería        |                  |                     |                  |                  |                  |    |                  |             |             |             |             |             |             |             |  |   |                 |       |       |       |       |       |       |  |
|  |                  |                        |                  |                     |                  |                  |                  |    |                  |             |             |             |             |             |             |             |  |   |                 |       |       |       |       |       |       |  |
|  |                  | 1                      | Unicaja Almería  | 25                  | 25               | 25               |                  |    |                  |             |             |             |             |             |             |             |  |   |                 |       |       |       |       |       |       |  |
|  |                  |                        |                  |                     |                  |                  |                  |    |                  |             |             |             |             |             |             |             |  |   |                 |       |       |       |       |       |       |  |
|  |                  |                        | 5                | Ushuaïa Ibiza Voley | 17               | 18               | 23               |    |                  |             |             |             |             |             |             |             |  |   |                 |       |       |       |       |       |       |  |
|  | 4                | CV Melilla             | 5                | Ushuaïa Ibiza Voley | 17               | 18               | 23               | 25 | 21               | 28          | 25          | 13          |             |             |             |             |  |   |                 |       |       |       |       |       |       |  |
|  | 4                | CV Melilla             |                  |                     |                  |                  |                  |    |                  |             |             | 13          |             |             |             |             |  |   |                 |       |       |       |       |       |       |  |
|  | 5                | Ushuaïa Ibiza Voley    | 23               | 25                  | 30               | 22               | 15               |    |                  |             |             |             |             |             |             |             |  |   |                 |       |       |       |       |       |       |  |
|  | 5                | Ushuaïa Ibiza Voley    | 23               | 25                  | 30               | 22               | 15               |    |                  |             |             |             |             |             |             |             |  | 1 | Unicaja Almería | 25    | 20    | 25    | 25    |       |       |  |
|  |                  |                        |                  |                     |                  |                  |                  |    |                  |             |             |             |             |             |             |             |  | 1 | Unicaja Almería | 25    | 20    | 25    | 25    |       |       |  |
|  |                  |                        | 2                | CAI Teruel          | 21               | 25               | 22               | 13 |                  |             |             |             |             |             |             |             |  |   |                 |       |       |       |       |       |       |  |
|  | 3                | Electrocash CCPH       | 2                | CAI Teruel          | 21               | 25               | 22               | 13 | 18               | 26          | 25          | 25          |             |             |             |             |  |   |                 |       |       |       |       |       |       |  |
|  | 3                | Electrocash CCPH       |                  |                     |                  |                  |                  |    |                  |             |             | 25          |             |             |             |             |  |   |                 |       |       |       |       |       |       |  |
|  | 6                | Río Duero S.José Soria | 25               | 24                  | 20               | 19               |                  |    |                  |             |             |             |             |             |             |             |  |   |                 |       |       |       |       |       |       |  |
|  | 6                | Río Duero S.José Soria | 25               | 24                  | 20               | 19               |                  | 3  | Electrocash CCPH | 15          | 18          | 20          |             |             |             |             |  |   |                 |       |       |       |       |       |       |  |
|  |                  |                        |                  |                     |                  |                  |                  | 3  | Electrocash CCPH | 15          | 18          | 20          |             |             |             |             |  |   |                 |       |       |       |       |       |       |  |
|  |                  |                        | 2                | CAI Teruel          | 25               | 25               | 25               |    |                  |             |             |             |             |             |             |             |  |   |                 |       |       |       |       |       |       |  |
|  |                  |                        | 2                | CAI Teruel          | 25               | 25               | 25               |    |                  |             |             |             |             |             |             |             |  |   |                 |       |       |       |       |       |       |  |
|  |                  |                        |                  |                     |                  |                  |                  |    |                  |             |             |             |             |             |             |             |  |   |                 |       |       |       |       |       |       |  |
|  | 2                | CAI Teruel             |                  |                     |                  |                  |                  |    |                  |             |             |             |             |             |             |             |  |   |                 |       |       |       |       |       |       |  |
|  | 2                | CAI Teruel             |                  |                     |                  |                  |                  |    |                  |             |             |             |             |             |             |             |  |   |                 |       |       |       |       |       |       |  |
|  |                  |                        |                  |                     |                  |                  |                  |    |                  |             |             |             |             |             |             |             |  |   |                 |       |       |       |       |       |       |  |

Después de la eliminación, consiguieron seguir cosechando triunfos, aunque con un mayor número de derrotas que en la primera vuelta, cosa que les llevó a finalizar en la 6.ª posición de la tabla ese mismo año. En total, durante toda la temporada fue nombrado 9 veces en el 'Septeto Ideal' de la RFEVB y en dos ocasiones MVP de la jornada.
En la siguiente temporada, el '10' melillense empezó a ejercer como capitán de la escuadra. Sin duda, una recompensa a su larga trayectoria en este deporte que parece no tener fin, ya que afronta su 23.ª (14.ª con un primer equipo) temporada en este deporte. Los primeros partidos no se han decantado para el bando del norte de África, equipo que ocupa la 10.ª posición, a expensas de 14 partidos para el final de la competición. Una situación que no fue a mejor durante el resto de temporada, en la que pasaron sin pena ni gloria por la División de Honor del voleibol español.
Pese a los resultados colectivos cosechados, el C.V. Melilla decide renovar una temporada más a su capitán y se hace oficial el 28 de julio de 2017, quedando ligado a la ciudad de Melilla por tercera temporada consecutiva. Un año donde se logran mayores resultados deportivos pero donde no se alcanza ni la Copa del Rey, ni los Play Offs por el título. Esta iba a ser la última temporada compitiendo en la ciudad autónoma.

### Club Mediterráneo de Castellón
Tras el descenso del club castellonense y la voluntad del jugador de tener nuevos retos, se embarca en el proyecto de Santiago López para volver a Superliga. Durante las siguientes dos temporadas y media el jugador militó en las filas del equipo de Castellón. Siendo el máximo anotador de la competición durante las dos temporadas en las que estuvo de forma completa en el equipo con un total de 579 y 470 puntos. En su primera temporada estuvo jugando los play offs de ascenso, aunque no consiguieron volver a la máxima categoría. No sería hasta el ascenso del equipo de su ciudad natal cuando, a mitad de temporada, decidiera volver a casa seducido por el proyecto del Léleman Voleibol Valencia.

### Club Voleibol Valencia
El 27 de noviembre de 2020 el Léleman Voleibol Valencia hacía efectivo el fichaje del colocador y opuesto del Club Mediterráneo de Castellón que hasta ese momento había sido una vez MVP de la jornada y siendo el máximo puntuador de la competición con 129 puntos.

## Trayectoria
Como jugador:
| Club                                | País   | Temporadas  | PJ | Puntos |
| ----------------------------------- | ------ | ----------- | -- | ------ |
| Universidad Politécnica de Valencia | España | 2003 - 2013 | 9* | 55*    |
| C.V. Valencia                       | España | 2013 - 2014 | ?  | ?      |
| Mediterráneo de Castellón           | España | 2014 - 2015 | 18 | 305    |
| C.V. Melilla                        | España | 2015 - 2018 | 66 | 344    |
| Mediterráneo de Castellón           | España | 2018 - 2020 | 50 | 1224   |
| C.V. Valencia                       | España | 2020 - 2022 | 37 | 311    |
| UPV Léleman Conqueridor Valencia    | España | 2022 - Act. | 51 | 161    |

(*) Partidos o puntos que se han podido comprobar, por lo tanto, hay más que no han podido ser contabilizados.
- Datos actualizados a 27 de septiembre de 2024.

Como entrenador:
| Club          | País   | Temporadas  |
| ------------- | ------ | ----------- |
| C.V. Valencia | España | 2018 - 2020 |

## Palmarés

### Jugador
Campeonatos Nacionales
| Título           | Club                                | País   | Año  |
| ---------------- | ----------------------------------- | ------ | ---- |
| Liga FEV         | Universidad Politécnica de Valencia | España | 2012 |
| Primera Nacional | C.V. Valencia                       | España | 2014 |
| Copa Príncipe    | Club Mediterráneo de Castellón      | España | 2015 |
| Superliga 2      | Club Mediterráneo de Castellón      | España | 2015 |

Campeonatos de España
| Título                      | Club                        | País   | Año  |
| --------------------------- | --------------------------- | ------ | ---- |
| Campeonato de España Cadete | Selección Valenciana Sub-16 | España | 2004 |

Distinciones individuales
| Título                                          | Club                                | País   | Año  |
| ----------------------------------------------- | ----------------------------------- | ------ | ---- |
| Mejor Jugador                                   | UPV - Conqueridor Sub-19            | España | 2006 |
| Mejor Colocador                                 | UPV - Conqueridor Sub-19            | España | 2006 |
| Mejor Jugador Liga CADU                         | Universidad Politécnica de Valencia | España | 2008 |
| Septeto Ideal de Superliga 2 (5)                | C.V. Mediterráneo                   | España | 2015 |
| Septeto Ideal de Superliga (7)                  | C.V. Melilla                        | España | 2016 |
| Mejor Jugador de la Jornada en la Superliga (2) | C.V. Melilla                        | España | 2016 |
| Mejor Jugador de la Jornada en la Superliga (1) | C.V. Melilla                        | España | 2019 |
| Septeto Ideal de Superliga 2 (5)                | C.V. Mediterráneo                   | España | 2019 |
| Mejor Jugador de la Superliga 2                 | C.V. Mediterráneo                   | España | 2020 |
| Septeto Ideal de Superliga 2 (1)                | C.V. Mediterráneo                   | España | 2020 |

### Entrenador
Categorías inferiores
| Título                      | Club              | País   | Año  |
| --------------------------- | ----------------- | ------ | ---- |
| Campeonato de España Cadete | UPV - Conqueridor | España | 2014 |